# Scotorepens
Scotorepens es un género de murciélago de la familia Vespertilionidae.

## Especies
Las especies de este género son:
- Scotorepens balstoni (Thomas, 1906)
- Scotorepens greyii (J. E. Gray, 1843)
- Scotorepens orion (Troughton, 1937)
- Scotorepens sanborni (Troughton, 1937)